# Лудвиг II Баварски
Вижте пояснителната страница за други личности с името Лудвиг II.
Лудвиг II Ото Фридрих Вилхелм Баварски (на немски: Ludwig II. Otto Friedrich Wilhelm von Bayern) от династията Вителсбахи, е крал на Бавария от 10 март 1864 до смъртта си.
Лудвиг II е известен със своите строежи на дворци. Поръчва построяването на двореца Херенкимзе като копие на Версай. Това е породено от възхищението на Лудвиг II към Краля Слънце. Дворецът Нойшванщайн трябва да представлява света от Свещения граал. Идните поколения го наричат „краля от приказките“ (Märchenkönig), тъй като по време на по-голямата част от управлението си живее в измислен свят.

## Произход и младост
Лудвиг II е роден на 25 август 1845 в 0:30 часа в двореца Нимфенбург, Мюнхен, като най-възрастният син на крал Максимилиан II Йозеф и неговата съпруга принцеса Мария Пруска (1825 – 1889), дъщеря на принц Вилхелм Пруски и неговата съпруга Мария Анна Амалия фон Хесен-Хомбург. Той е брат на крал Ото I.
Прекарва детството си в замъка Хоеншвангау и не посещава университет. Предпочита намиращия се в Алпите Хоеншвангау пред Мюнхен, тъй като обича самотата и природата. Не се интересува от политика, но е голям любител на изкуствата и музиката.
Баща му Максимилиан умира на 10 март 1864 г. На същия ден Лудвиг на 18 години е прокламиран като Лудвиг II за крал на Бавария. Титлата му на немски е „Ludwig, von Gottes Gnaden König von Bayern, Pfalzgraf bey Rhein, Herzog von Bayern, Franken und in Schwaben“. Той е висок 1,93 м., за тогавашните времена особено пораснал.

## Управление

### Приятелство с Вагнер
От самото начало той се ангажира да помага на културата, особено на композитора Рихард Вагнер, когото среща лично за пръв път на 4 май 1864 г. Между 1864 и 1865 г. той изпраща на потъналия в задължения Вагнер 170 000 гулдена. Така той финансира между другото неговата музикална драма „Пръстенът на нибелунгите“. През декември 1865 г. Лудвиг II се подчинява на държавното правителство, на мюнхенските граждани и своята фамилия и накарва необичания Вагнер да напусне Бавария на 10 декември 1865 г. Те остават обаче близки приятели и под влиянието на Вагнер, Лудвиг II финансира построяването на фестивален дворец в Байройт със 100 000 талера.

### Австро-пруска война
На 11 май 1866 г. Лудвиг подписва заповед, с която Бавария застава на страната на Германския съюз и така с Австрия влиза във войната от 1866 г. между Австрийската империя и Кралство Прусия. Той оставя на своите министри военната политика и пътува до Швейцария, за да се срещне с Рихард Вагнер. След това той се занимава с романтични идеи и се оттегля в неговите дворци, откъдето управлява чрез пратеници.

### Присъединяване на Кралство Бавария към Германската империя
След като Австрия губи войната, Бавария отдава част от суверенитета си на Прусия, а на 23 ноември 1870 г. Лудвиг II подписва договора за влизането на кралството в Германската империя. Лудвиг II подкрепя императорското писмо (Kaiserbrief), в замяна на което Бисмарк му отвръща с дотация от 100 000 талера. Лудвиг II отказва да присъства на короноването на германския император Вилхелм I в двореца Версай, в знак на неодобрение за избраното за церемонията място.

### Годеж със София Баварска
Лудвиг II не е женен, сгодява се обаче на 22 януари 1867 г. с една година по-малката принцеса София Баварска (1847 – 1897) от Посенхофен, по-малката сестра на императрица Елизабет от Австрия, дъщеря на херцог Максимилиан Йозеф Баварски и Лудовика, една полусестра на неговия дядо Лудвиг I. Той нарича годеницата Елза и на писмата си до нея се подписва с името Хайнрих. На 7 октомври 1867 г. той прекратява годежа.

### Личен живот
По време на управлението си Лудвиг поддържа няколко връзки с мъже, като най-важни са тези с главния коняр на двора му Рихард Хорниг (* 1843; † 1911), с унгарския театрален актьор Йозеф Кайнц и с царедвореца Алфонс Вебер (* ок. 1862). Лудвиг води личен дневник, в който пише за опитите си да потисне сексуалните си желания и да остане верен на католическата вяра. Оригиналите на дневниците на Лудвиг от 1869 г. са загубени по време на Втората световна война, и това, което остава, са преписи, направени при заговора от 1886 г. за детронирането му. Тези дневници, негови лични писма и други запазени лични документи свидетелстват за продължителните му усилия да потисне собствената си сексуална ориентация. Хомосексуалността не е наказуема в Бавария от 1813 г., но обединението на Германия през 1871 г. под Пруска хегемония променя това положение.

### Детрониране
Лудвиг II е определен за нелечимо душевно болен от параноя и безумие на 8 юни 1886 г. без да бъде прегледан. На следващия ден, 9 юни, правителството го определя за неспособен. През нощта към 10 юни една комисия пристига в Нойшванщайн, арестува Лудвиг II и го изпраща обратно в Мюнхен. След неговото определяне за неспособен на 10 юни 1886 г. управлението е поето от чичо му Луитполд Баварски като принц-регент. На 11 юни 1886 г. към полунощ идва друга комисия в Нойшванщайн, затварят го и на 12 юни в 4 часа сутринта го завеждат в дворец Берг на брега на тогавашното Вюрмзе (дн. Щарнбергско езеро). На 13 юни 1886 г. към 22 часа намират Лудвиг II удавен във Вюрмзе заедно с лекаря Бернхард фон Гуден.
Лудвиг II е погребан на 19 юни 1886 г. след траурно шествие през Мюнхен в гробницата на църквата „Св. Михаелис“. Сърцето му е погребано на 16 август 1886 г. в Гнаденкапела Алтьотинг.
Лудвиг II е писал дневник през периода от декември 1869 до декември 1885 и 1886 г.